# 黃仁杼
黃仁杼（Huang Jen-shu，1954年1月5日—），台灣政治人物，民主進步黨籍，曾任立法委員及桃園縣議會第12、13、15、16屆議員，2012年立委落選後淡出政壇。

## 經歷
- 1990年當選第十二屆桃園縣議員。
- 1994年當選第十三屆桃園縣議員。
- 1998年參與第九屆中壢市長選舉敗選。
- 2002年當選第十五屆桃園縣議員。
- 2005年當選第十六屆桃園縣議員。
- 2009年參與第十二屆中壢市長選舉再度敗選。
- 2010年接受民進黨徵召投入桃園縣第三選區（中壢）立委補選[1]
- 2012年爭取立法委員連任以25,000多票敗於國民黨陳學聖。

## 貪汙收賄疑雲
黃仁杼涉犯貪汙治罪條例「不違背職務收受不正利益罪」，2019年3月，台灣高等法院更三審判處黃2年有期徒刑、緩刑5年、支付公庫新台幣100萬元、褫奪公權3年（106年度重上更(三)字第11號刑事判決）。
2019年8月，最高法院駁回黃仁杼上訴，全案確定（108年度台上字第1896號）。

## 選舉紀錄
| 年度 | 選舉屆數               | 選舉區           | 所屬政黨   | 得票數 | 得票率 | 當選標記 | 備註 |
| ---- | ---------------------- | ---------------- | ---------- | ------ | ------ | -------- | ---- |
| 1998 | 第九屆中壢市市長選舉   | 桃園縣中壢市     | 無黨籍     | 23,068 | 21.52% |          |      |
| 2002 | 第十五屆桃園縣議員選舉 | 桃園縣第七選舉區 | 無黨籍     | 5,532  | 5.19%  |          |      |
| 2005 | 第十六屆桃園縣議員選舉 | 桃園縣第七選舉區 | 民主進步黨 | 10,014 | 6.59%  |          |      |
| 2009 | 第十二屆中壢市市長選舉 | 桃園縣中壢市     | 民主進步黨 | 53,261 | 37.12% |          |      |
| 2010 | 第七屆立法委員補選     | 桃園縣第三選舉區 | 民主進步黨 | 45,363 | 47.25% |          |      |
| 2012 | 第八屆立法委員選舉     | 桃園縣第三選舉區 | 民主進步黨 | 72,395 | 39.92% |          |      |

## 外部連結
- 黃仁杼的臉書
- 黃仁杼YAHOO部落格[永久]